# Zack & Wiki: Quest for Barbaros' Treasure
Zack & Wiki: Quest for Barbaros' Treasure, (japanska: Takara-jima Z Barbaros no Hihō 宝島Z バルバロスの秘宝), bokstavligen "Treasure Island Z: Barbaros' Treasure"), är ett peka-och-klicka-äventyrspel till Wii. 

## Gameplay
Zack & Wiki är ett äventyrsspel som spelas i tredjepersonsperspektiv, där spelaren kontrollerar Zack genom att peka med sin Wii Remote. Spelaren kan peka på objekt på skärmen, som identifierats av en markör, för att få Zack att undersöka objektet. Fiender i spelet kan förvandlas till användbara föremål genom att Zack skakar sin följeslagare Wiki som en kyrkklocka. När spelaren får Zack att interagera med ett användbart objekt övergår spelet till ett förstapersonsperspektiv: för att såga ner ett träd med en såg håller spelaren sin Wii Remote horisontellt och flyttar den fram och tillbaka. Lyckade insatser tilldelas poäng baserat på hur smart problemet löstes, hur många försök det tar att utföra åtgärden, samt svårighetsgraden.